# The Strangerhood
The Strangerhood är en machinimaserie, gjord i datorspelet The Sims 2. Serien är skapad av Rooster Teeth productions som även skapat Red vs Blue (machinimaserie skapad i datorspelet Halo).